# 小埃爾基夫齊
50°9′58″N 31°15′0″E / 50.16611°N 31.25000°E
小葉爾基夫齊（烏克蘭語：Малі Єрківці）是位於烏克蘭北部的村莊，由基辅州鲍里斯皮尔区的沃龍基夫市鎮負責管轄。該村始建於1929年，面積1.16平方公里，海拔高度111米，2001年人口284，人口密度每平方公里244.4人。